# Herman Fiszer
Herman Fiszer (także Fischer) – polski aktor, reżyser żydowskiego pochodzenia, który zasłynął głównie z ról w przedwojennych żydowskich filmach i sztukach teatralnych w języku jidysz. 
Zginął w czasie II wojny światowej, podobnie jak jego żona Liza Barska-Fiszer oraz córki: Eliza i Anna śpiewaczka jazzowa. Jedyny syn Borys (Bruce) wyemigrował w 1938 roku do Stanów Zjednoczonych.

## Filmografia
- 1929: W lasach polskich